# Jagadal, Jamkhandi
Jagadal là một làng thuộc tehsil Jamkhandi, huyện Bagalkot, bang Karnataka, Ấn Độ.